# Franz Falkson
Franz Falkson (* 21. September 1850 in Königsberg (Preußen); † 1. Juni 1904 in Steglitz) war ein deutscher Kommunalpolitiker (Freikonservative Partei) und von 1885 bis 1897 Erster Bürgermeister von Weißenfels.

## Leben
Falkson war der Sohn des liberalen deutsch-jüdischen Arztes Ferdinand Falkson. Nachdem schon dieser Burschenschafter gewesen war, wurde Falkson während seines Jura-Studiums an der Königsberger Albertina im Jahr 1871 Mitglied der Burschenschaft Germania.
1881 wurde er Bürgermeister der Stadt Tiegenhof in Westpreußen, 1885 wurde er von der Stadtverordnetenversammlung zum Bürgermeister von Weißenfels gewählt. Dieses Amt übte er bis zu seiner Pensionierung 1897 aus.